# 黃強 (1887年)
黃強（1887年—1974年），字莫京，廣東省龍川縣附城鎮人，中華民國政治、軍事人物。曾任廈門市長、高雄市市長等職。

## 生平
早年畢業於法國天主教會所辦的廣東私立聖心中學及保定陸軍速成學堂，參與過辛亥革命與二次革命，二次革命後前往法國里昂大學和英國學習，回國後追隨廣東軍閥陳炯明，1920年出任粵海關總督。東征後陳炯明失勢，投靠國民革命軍，北伐期間任福建漳泉留守處主任，1928年調任廣東省南區善後公署參謀長，負責雷州半島及海南島開發建設事務。
1932年一二八事變，以十九路軍參謀長身份，和日方代表進行停戰和談，並在協定上進行簽字，後十九路軍參與閩變，黃強為漳廈警備司令兼任廈門市長，閩變失敗後逃亡香港避難，兩年後復出，成為廣東省第九區行政督察專員兼保安司令，二度掌管負責海南島政務。
黃強曾留法並精通法語，1945年抗戰勝利後以行政院特派員身份隨盧漢一同前往北越河內進行對日受降接受工作，1946年7月以陸軍中將身份退役。同年底出任制憲國民大會代表。
1947年8月，接替黃仲圖擔任官派高雄市市長一職。1949年卸任後轉任台灣省政府顧問等職務。
1974年病逝於台北，享壽87歲。
其後人大多定居於香港及北美洲。

## 著作
黃強除軍人身份外，亦是一位社會學者，曾著有《五指山問黎記》、《台灣別府鴻雪錄》等書，前者係黃強主政海南島所做的考察著作；後者為其個人於1924年前後遊歷台灣後所著之作。